# Comuna Hvardiiske, Hmelnîțkîi
Hvardiiske (în ucraineană Гвардійське) este o comună în raionul Hmelnîțkîi, regiunea Hmelnîțkîi, Ucraina, formată din satele Dobrohorșcea, Hvardiiske (reședința), Naftulivka și Nemîciînți.

## Demografie
Componența lingvistică a comunei Hvardiiske
     Ucraineană (98,71%)
     Alte limbi (1,19%)
Conform recensământului din 2001, majoritatea populației comunei Hvardiiske era vorbitoare de ucraineană (98,71%), existând în minoritate și vorbitori de alte limbi.